# Kłekotyna
Kłekotyna (ukr. Клекотина) – wieś na Ukrainie, w obwodzie winnickim, w rejonie szarogrodzkim; nad Murafą.